# Кускова, Янина
Янина Кускова (узб. Yanina Kuskova; род. 11 декабря 2001 года, Узбекистан) — узбекская профессиональная велогонщица, выступающая в шоссейных соревнованиях. Она входит в велосипедную команду UCI Women’s Team и выступает за женскую команду сборной Ташкента по профессиональному велоспорту. В 2020, 2021, 2023 годах становилась чемпионкой Узбекистана по шоссейному велоспорту.

## Биография
Янина Кускова родилась 11 декабря 2001 года. С детства начала заниматься велоспортом. В 2019 году выиграла Чемпионат Узбекистана среди юниоров. В этом же году в Джакарте, на чемпионате Азии по велоспорту на треке, Янина Кускова в групповой гонке среди юниорок завоевала серебряную медаль.
В 2020 году выиграла Чемпионат Узбекистана по шоссейному велоспорту. В 2021 году Кускова, вместе с национальной сборной, участвовала в гонке Germenica Grand Prix Road Race WE и заняла десятое место, став лучшей молодой велогонщицей. В этом же году снова выиграла Чемпионат Узбекистана.
В марте 2022 года Кускова одержала свою первую международную победу на Гран-при Mediterrennean WE. В этом же году на чемпионате Азии по шоссейному велоспорту принимала участие в гонке на время среди юниоров до 23 лет и со временем 34:08 минут, завоевала бронзовую медаль. На Чемпионате Азии по велоспорту на треке, который проходил в Узбекистане завоевала сразу три бронзовых медали.
В марте 2023 года на турнире Porec Trophy Ladies в Хорватии Янина Кускова завоевала золотую медаль, а на многодневных соревнованиях Trofeo Ponente in Rosa в Италии завоевала серебряную медаль и звание лучшей молодой велогонщицы. 4 октября на Летних Азиатских играх в Ханчжоу (Китай) в соревнованиях по шоссейному велоспорту, пришла к финишу лишь пятнадцатая.